# Hemilienardia chrysoleuca
Hemilienardia chrysoleuca é uma espécie de gastrópode do gênero Hemilienardia, pertencente a família Raphitomidae.